# Wommels

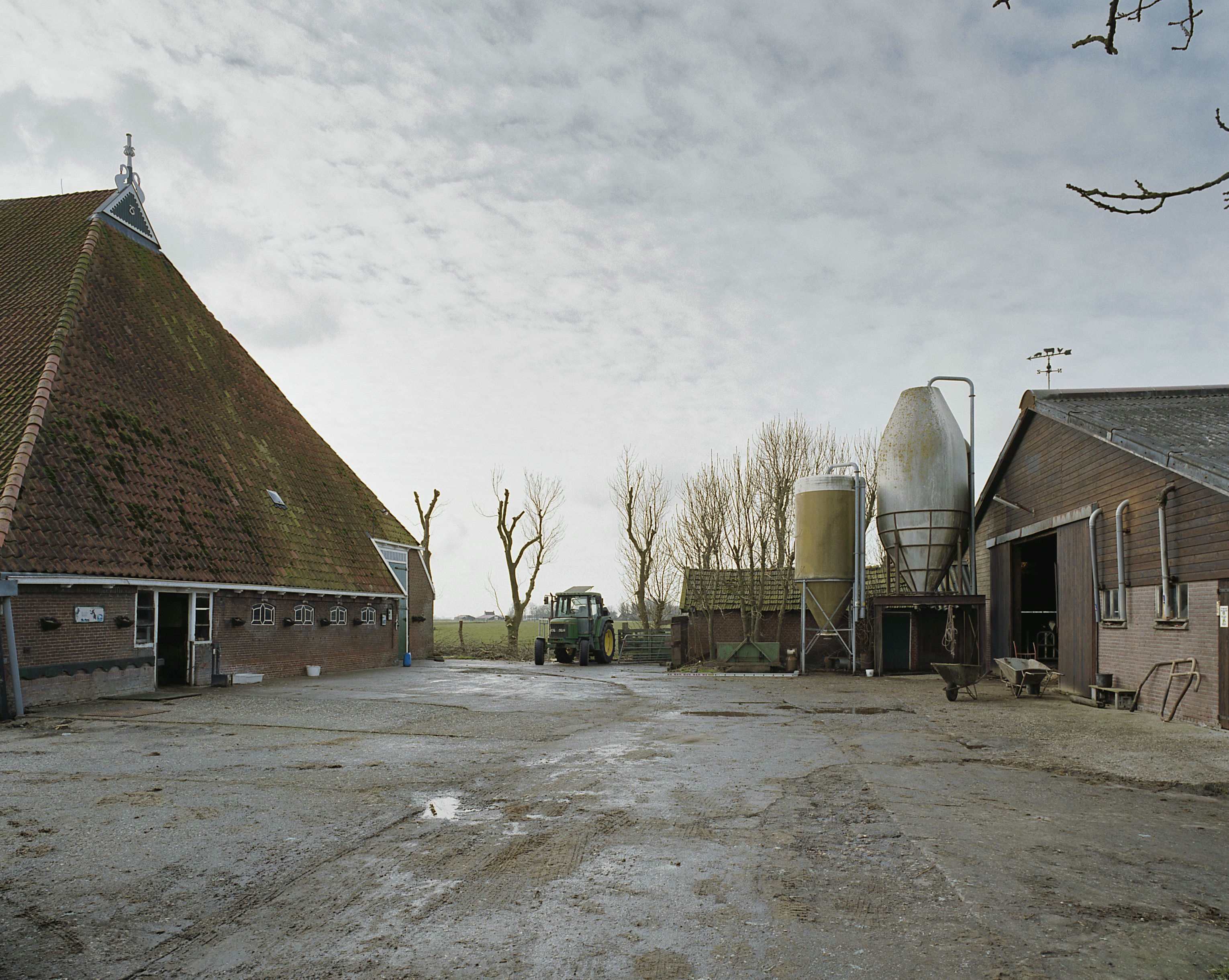
Boerderij De Scheltingastate met in de achtergrond een koetshuis

Wommels is een dorp in de gemeente Súdwest-Fryslân, in de Nederlandse provincie Friesland. Wommels ligt in de Greidhoek tussen Leeuwarden en Bolsward, en tussen Oosterend en Kubaard ten oosten van de N359 aan de Bolswardertrekvaart, .
In 2023 telde het dorp 2.365 inwoners. In het postcodegebied van het dorp ligt de buurtschap Westerlittens.

## Geschiedenis
Wommels is ontstaan op een terp. Het ontwikkelde zich tot een centrumdorp, aanvankelijk kleiner dan Oosterend maar groeide later tot een grotere plaats uit.
In de tweede helft van de 13e eeuw werd de plaats vermeld als Wimelinghe, in 1335 als Wemelenze, in de 15e eeuw als Wymelinge, Wommelze, Wommenze en Wommels. De oorspronkelijke betekenis zou zijn 'bij de mensen van Winiwald' of van 'Wimila'; dit zijn persoonsnamen.
Tussen 1812 en 1816 was Wommels een zelfstandige gemeente. Op 1 oktober 1816 werd Wommels de hoofdplaats van de gemeente Hennaarderadeel. Op 1 januari 1984 werd deze samengevoegd met de gemeente Baarderadeel tot de nieuwe gemeente Littenseradeel. Ook daar was het de hoofdplaats van de gemeente.
Op 1 januari 2018 werd deze gemeente opgesplitst tussen drie gemeenten waarbij Wommels werd toegevoegd aan de gemeente Súdwest-Fryslân.

## Kerk
De kerk van het dorp, de Jacobikerk stamt uit de 13e eeuw en is rond 1508 hersteld na een brand. Het eenbeukige gebouw was oorspronkelijk gewijd aan Jakobus de Meerdere.

## Sport
Wommels is een belangrijk centrum voor het kaatsen, waar elk jaar op eerste of tweede woensdag van augustus de Freulepartij gespeeld wordt. De kaatsvereniging van Wommels heet KF Wommels. Verder is er een tennisvereniging Boskranne en bedient de Volleybalvereniging COVOS in Oosterend de volleyballers uit Wommels en omgeving.

## Cultuur
Het dorp heeft een dorpskrant, een partycentrum en een muziekvereniging, de Euphonia. Die laatste organiseert ieder jaar in mei de Taptoe Wommels en in september vindt er het Greidhoek Festival plaats.

## Museum
Het dorp staat bekend als een zuivel- en kaasdorp. In een monumentaal kaaspakhuis (Fries: tsiispakhús) uit 1905 zit een cultuurhistorisch streekmuseum, Museum it Tsiispakhûs geheten.

## Onderwijs
Het dorp heeft twee basisscholen 'It Fûnemint'en 'De Opslach' en had tot 2018 een middelbare school voor vmbo, havo en vwo van de scholengemeenschap Bogerman College.

## Geboren in Wommels
- Edzard van Grovestins (gedoopt 1655-1729), grietman
- Jacobus Egbertus Lycklama à Nijeholt (1742-1810), bestuurder
- Frans Julius Johan van Eysinga (1818-1901), politicus
- Lambertus Krips (1875-1951), cabaretier
- Jac. van Hattum (1900-1981), dichter en letterkundige
- Paulus Folkertsma (1901–1972), onderwijzer en componist
- Jan Ankerman (1906-1942), hockeyer
- Gaele van der Kooij (1906-1944), handelsreiziger en collaborateur ten tijde van de Tweede Wereldoorlog
- Sake Lieuwe Tiemersma (1912-1986), dirigent en componist
- Hessel van der Wal (1939-2002), cabaretier, liedjesschrijver en chansonnier

## Overleden in Wommels
- Albertus Lycklama à Nijeholt (1705-1753), advocaat en bestuurder
- Julius Vitringa Coulon (1824-1878), bestuurder
- Jolle de Jong (1907-1989), kortebaanschaatser
- Ruurd Alta (1908-1987), politicus
- Piebe Bakker (1929-2002), muziekpedagoog en dirigent